# AB Pictoris
AB Pictoris (kurz AB Pic) ist ein veränderlicher Stern im Sternbild Maler. Er ist rund 150 Lichtjahre entfernt und ein Mitglied der Tucana-Horologium-Assoziation.
2003 wurde ein Begleiter entdeckt, dessen Masse mit rund der 13-fachen Jupitermasse in dem Grenzbereich zwischen Planet und Braunem Zwerg liegt; er ist etwa 260 AE von AB Pictoris entfernt.